# Sofja Petrowna Kuwschinnikowa

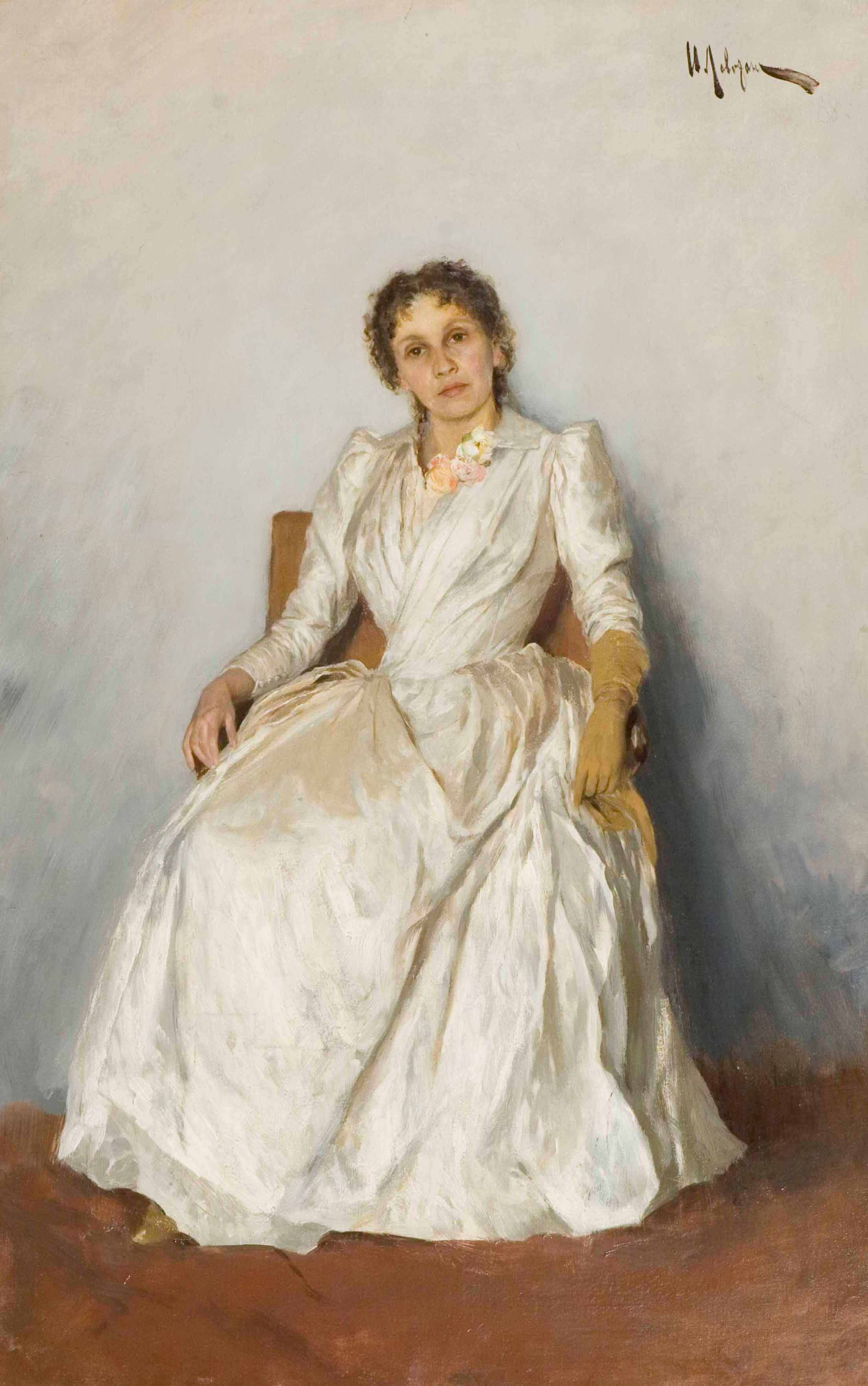
Sofja Petrowna Kuwschinnikowa (I. Lewitan, 1888, I.-I.-Brodski-Museum St. Petersburg)

Sofja Petrowna Kuwschinnikowa, geborene Safonowa, (russisch Софья Петровна Кувшинникова, урождённая Сафонова; * 1847 in Moskau; † 1907 ebenda) war eine russische Malerin.

## Leben
Sofja Kuwschinnikowa war Tochter des hohen Beamten und Kunst- und Literaturfreundes P. N. Safonow. Sie beschäftigte sich von Kindheit an mit Musik und Malerei und nahm an Laientheateraufführungen teil. Sie heiratete den deutlich älteren Polizeiarzt Dmitri Pawlowitsch Kuwschinnikow, der ein begeisterter Jäger war.
Als Wassili Perow sein 1871 geschaffenes Gemälde Jäger auf der Rast mit der Darstellung des bekannten Jägers Kuwschinnikow auf der Ausstellung der Peredwischniki zeigte, wurde Kuwschinnikows Wohnung ein Treffpunkt der Schriftsteller, Maler und Schauspieler. Häufige Gäste in Kuwschinnikowas Salon waren Wassili Perow, Anton Tschechow und sein Bruder Michail Tschechow, Jewgeni Goslawski, Sergei Golouschew, Tatjana Schtschepkina-Kupernik, Marija Jermolowa, Alexander Lenski und seine Frau Lidija Nikolajewna Lenskaja, Alexander Juschin, Jewdokija Turtschaninowa, Konstantin Schilowski, Lawrenti Donskoi, Juri Sachnowski, Alexei Stepanow, Nikolai Dossekin, Fjodor Rerberg, Antonina Rschewskaja, Dmitri Schtscherbinowski, Michail Mikeschin, Ilja Repin u. a.

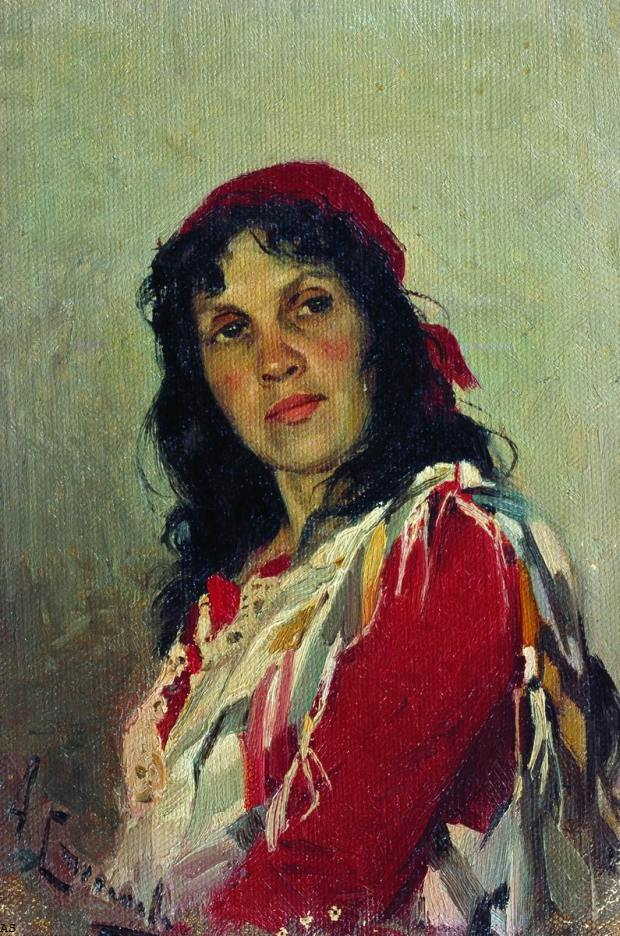
Sofja Petrowna Kuwschinnikowa (Alexei Stepanow, 1888/1889, Staatliches Literatur-Museum Moskau)

Im August 1886 führten die Brüder Tschechow den jungen Maler Issaak Lewitan (1860–1900) in Kuwschinnikowas Salon ein. Er wurde von den Kuwschinnikows freundlich aufgenommen, die er verehrte. Kuwschinnikowa war nun acht Jahre lang seine Schülerin und Liebhaberin. Im Frühjahr 1888 fuhren Kuwschinnikowa, Lewitan und Alexei Stepanow mit dem Dampfschiff auf der Oka nach Nischni Nowgorod und weiter auf der Wolga aufwärts bis nach Pljos, wo es ihnen so gefiel, dass sie dort ihre Reise abbrachen und malten. Im Sommer 1894 reisten Kuwschinnikowa, Lewitan und Tatjana Schtschepkina-Kupernik wieder in das obere Wolga-Gebiet und besuchten das Landgut Ostrowno  bei Udomlja. In der Umgebung gibt es den Udomlja-See und weitere Seen. Auf dem Nachbargut Gorka hielt sich Anna Nikolajewna Turtschaninowa, Ehefrau des Gutsbesitzers und St. Petersburger Vizebürgermeisters Iwan Turtschaninow, mit zwei Töchtern auf. Lewitan wurde Liebhaber Anna Turtschaninowas, worauf Kuwschinnikowa nach Moskau zurückkehrte  und Lewitan nie wieder traf. Nach Pljos kam sie wieder 1895 und 1897, um dort zu malen.
Die freundschaftliche Beziehung Kuwschinnikowas zu Anton Tschechow endete, als seine Erzählung Flattergeist 1892 erschien, die deutlich erkennbar in unvorteilhafter Weise das Verhältnis Kuwschinnikowas mit Lewitan darstellte und einen Skandal auslöste.
Sofja Petrowna Goslawskaja war die uneheliche Tochter Kuwschinnikowas und Lewitans, die im August 1901 von dem Maler und Kuwschinnikowa-Bekannten Pjotr Goslawski, dem jüngeren Bruder Jewgeni Goslawskis, adoptiert worden war.
Samson Samsonows erster Film Die Grille (1955) beruht auf Tschechows Flattergeist.

## Werke

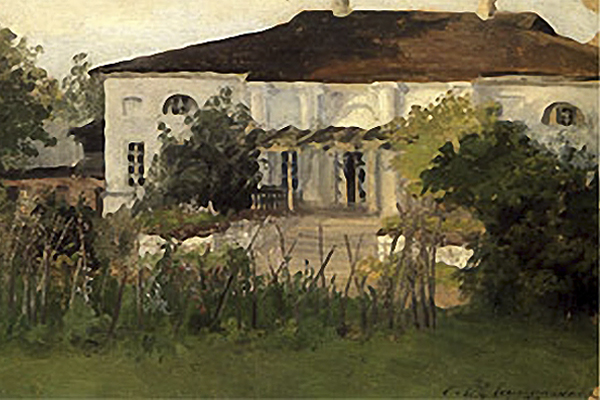
Haus in Kurowo-Pokrowskoje (1891)
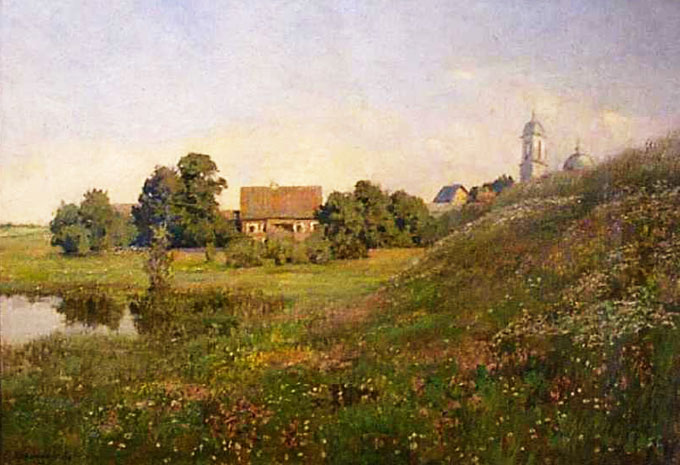
Landschaft mit Kirche (1893, Gemäldegalerie Pljos)
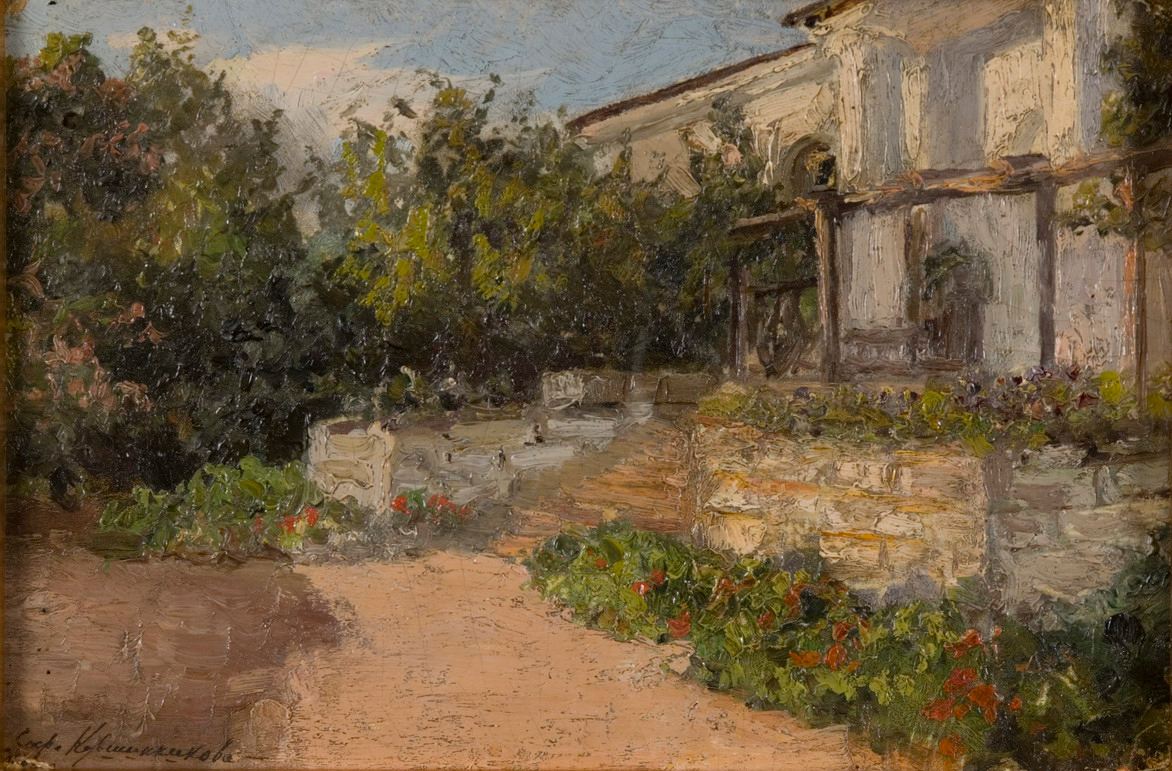
Gutshof beim See Ostrowno
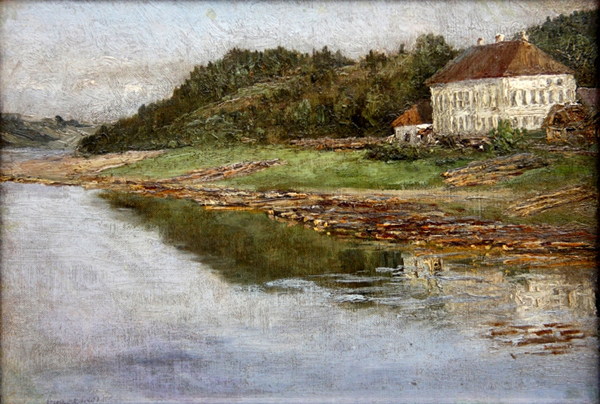
Pljos (1895)
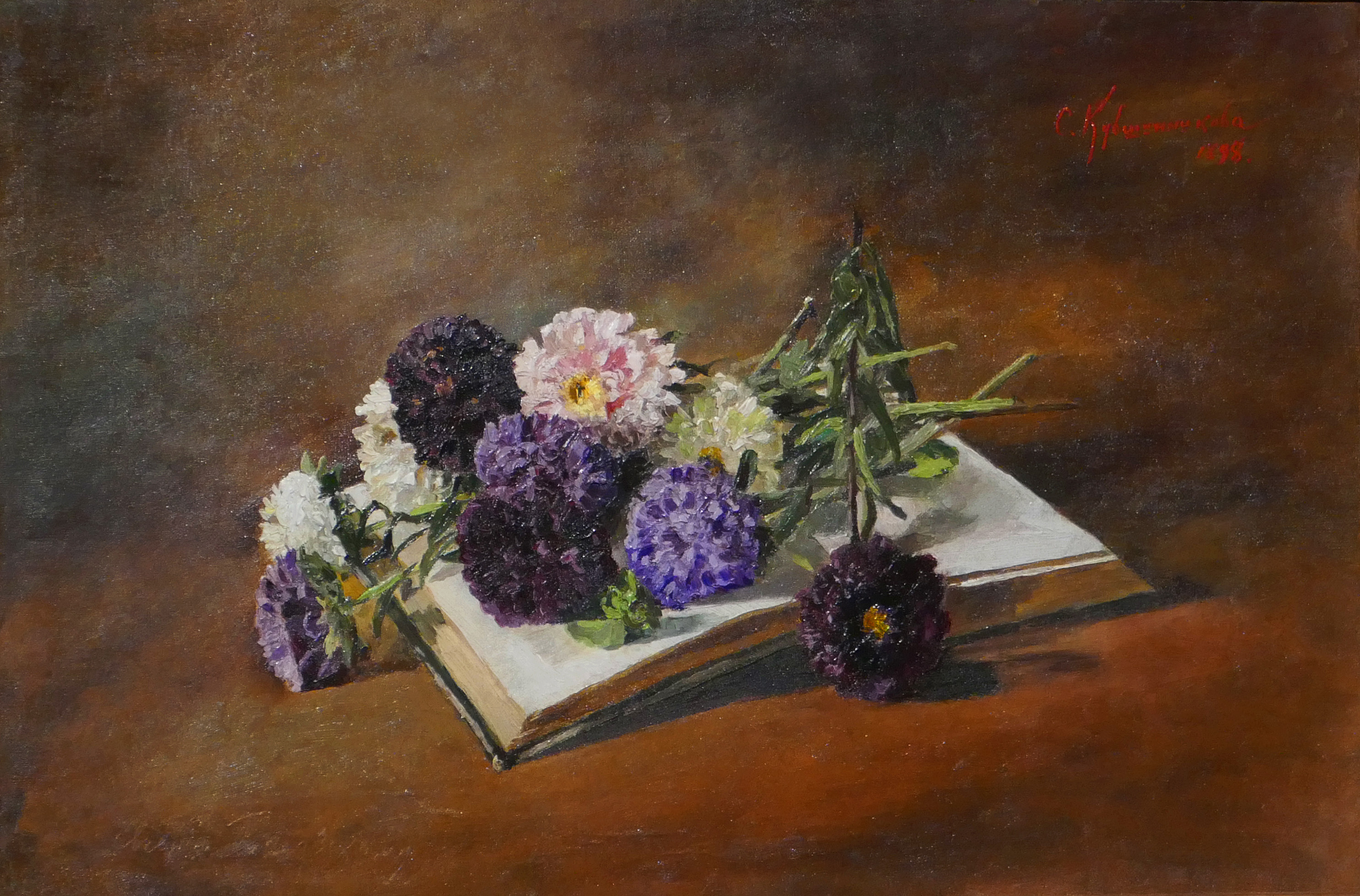
Die  Weisheit und die Schönheit (1898, Gemäldegalerie Pljos)
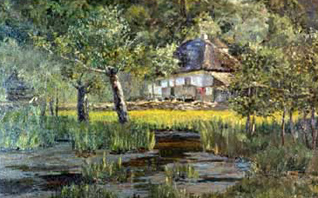
Ein ruhiger Tag im Wald
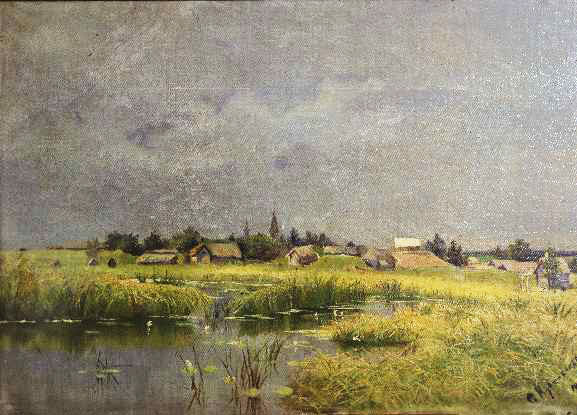
An einem Teich